# 黑石顶角蟾
黑石顶角蟾（学名：Boulenophrys obesa），一种于中华人民共和国广东省封开县黑石顶自然保护区发现的两栖动物，隶属于角蟾科布角蟾属。

## 形态特征
黑石顶角蟾体型较小，雄蟾体长35.6毫米左右，雌蟾体长37.5～41.2毫米。身体背面皮肤较光滑，呈棕色，眶间具三角框形斑纹，背部有一四角星形的深色斑纹；四肢具有黑色横纹；腹面为灰黑色，喉胸部有黑色斑夹杂少许橘色斑，一条纵向深棕色条纹从下颌延伸到胸部，后腹部中央分布着黑、白色花斑、中部夹杂着橘红色花斑。四肢腹面深棕色，上布有白色花纹。

## 保护
本种于2023年被收录入《有重要生态、科学、社会价值的陆生野生动物名录》。